# 22587 McKennon
22587 McKennon este un asteroid din centura principală de asteroizi.

## Descriere
22587 McKennon este un asteroid din centura principală de asteroizi. A fost descoperit pe 21 aprilie 1998 la Socorro, New Mexico, în cadrul proiectului LINEAR. Asteroidul prezintă o orbită caracterizată de o semiaxă mare de 2,28 ua, o excentricitate de 0,11 și o înclinație de 6,3° în raport cu ecliptica.